# Герда (фильм)
«Герда» — российский художественный фильм 2021 года режиссёра и сценариста Натальи Кудряшовой. Премьера картины состоялась на Международном кинофестивале в Локарно в августе 2021 года. Фильм участвовал в основном конкурсе фестиваля и получил приз молодого жюри. Кроме того, исполнительница главной роли Анастасия Красовская была отмечена призом за лучшую женскую роль. В широкий прокат фильм вышел в конце октября 2021 года.

## Сюжет
Лера — юная девушка, провинциальная студентка соцфака. Ночью она танцует в стриптиз-клубе под псевдонимом Герда, чтобы заработать на жизнь. Отец Леры недавно ушёл из семьи, но постоянно приходит обратно в нетрезвом виде и он не в силах осознать собственный выбор, а мать болезненно переживает разрыв и со временем теряет связь с реальностью. Лера находит избавление от этой бесконечно несчастливой жизни в мире странных снов.

## В ролях
| Актёр                | Роль  |
| -------------------- | ----- |
| Анастасия Красовская | Лера  |
| Юрий Борисов         | Олег  |
| Дариус Гумаускас     | папа  |
| Юлия Марченко        | мама  |
| Мария Иванова        | Таня  |
| Серафима Красникова  | Надя  |
| Татьяна Оквамо       | Наоми |

## Художественные особенности
«Герда» — вторая полнометражная режиссёрская работа Натальи Кудряшовой и кинодебют для исполнительницы главной роли Анастасии Красовской — модели из Минска.
Образ леса из снов главной героини создан наложением кадров с лесом на кадры подводной съёмки.
В фильме есть автобиографические детали, одновременно ставшие источником сюжета для режиссёра и завершившие образ персонажа:

«Например, идеей для истории стала моя детская фотография, на которой возник дефект пленки, и у меня будто бы видны крылья. Структура сценария циклична — Лера ходит по жизненным кругам, но сама при этом меняется: в начале истории она как спящая красавица, но в конце ее глаза все больше открываются. При этом в фильме много говорится про душу и ее особенности, например, включена выдержка из трактата Платона „О душе“. И только потом я наткнулась на миф о Психее — богине с крыльями бабочки, которая лучше всех понимала человеческие страдания. И пазл сложился»

Наталья Кудряшова в интервью Proficinema.ru

## Производство фильма
Сразу после знакомства со сценарием Натальи Кудряшовой, которая на тот момент искала продюсера для будущего фильма, своё сотрудничество режиссёру предложил Дмитрий Давиденко. Уже работавший с Натальей на проекте «Доктор Лиза», где она выступала в качестве одного из сценаристов, продюсер Рафаел Минасбекян также заинтересовался проектом.
Поиск актрисы на главную роль занял у режиссёра примерно год. Кастинги среди профессиональных актрис результата не давали, и в финале Наталья прибегла к флешмобу в соцсетях, на который откликнулась модель Анастасия Красовская. У девушки не было актёрского опыта, она не умела танцевать и перед съёмками два месяца занималась с тренером по танцам на пилоне. У актрисы также не было опыта подводных съёмок. В итоге все сцены с главной героиней были сняты без дублёров.

«Не помню, как и когда мне пришла эта идея — снимать эти сцены под водой. Сначала было непонятно, как это сделать с технической точки зрения, так как Настя — не дайвер, у нее даже нет опыта погружения на глубину. Но в итоге снимали актрису на глубине в 4,5 метра, ей приходилось ходить по дну с утяжелителями».

Наталья Кудряшова в интервью Proficinema.ru
Почти все роли танцовщиц клуба также исполнили непрофессиональные актрисы и профессиональные стриптизёрши. Единственной профессиональной актрисой, игравшей в фильме танцовщицу, была Серафима Красникова, исполнившая роль Нади.
Съёмки фильма проходили в Ярославле, Тверской области и Туле.
Значительную часть саундтрека к фильму составляют композиции британской певицы и электронного музыканта Emika.
Сроки производства фильма затянулись в связи с начавшейся на этапе монтажа пандемией.